# 4Fun
4FUN — музыкальная группа из Литвы. Играют рок, рок-н-ролл, кантри и музыку похожего стиля. Группа была создана в 2001 году. Группа выступает в клубах и на различных мероприятиях, также и за границей. Группа неплохо проявила себя в передаче «ТОП 10» на канале LTV (2004 г., 6 место) и в 2004 г. на фестивале «Visagino Country».

## Евровидение
Группа 4FUN три раза участвовала в литовском национальном отборе Евровидения. Первые две попытки (в 2005 и 2006 годах) были неудачны, но на третий раз, в 2007 году, группа выиграла отбор с лирической песней «Love or Leave», обойдя в финале Rūta Ščiogolevaitė ir Aistė Pilvelytė. 4FUN в мае месяце представляли Литву в Хельсинки, в 2007 году на Евровидение 2007.

## Члены
- Юлия Ритчик — вокал, акустическая гитара
- Юстас Ясенка — электрогитара, вокал
- Римантас Ясенка — бас-гитара
- Лаймонас Станиулионис — ударные

## Дискография
- Gyvas (Живой) — 2004 (концертный альбом)
- Love Or Leave — 2007 (сингл)
- Dėlionė / A Puzzle — 2009 (студийный двойной альбом)